# Monte Castel Manardo
Il Monte Castel Manardo (1.917 m.s.l.m.) è un monte dell'Appennino centrale, facente parte della catena dei Monti Sibillini nelle Marche. Il versante sud è compreso nei territori comunali di Amandola e Montefortino (FM), mentre il versante nord in quelli di Sarnano e Bolognola (MC). La montagna è in parte posta sotto il controllo del Parco Nazionale dei Monti Sibillini, fa eccezione tutta la parte inclusa nel territorio comunale di Sarnano, che comprende anche la vetta.

## Origine del nome
Il nome della montagna deriverebbe dalla presenza di un antico castello, residenza del Conte Mainardo di Siffredo, al quale dal 977 il vescovo di Fermo Gaidulfo concesse in enfiteusi i terreni montani appartenenti allora alla diocesi. Le fonti storiche segnalano l'ubicazione del castello presso il Monte Berro (toponimo attualmente assegnato ad una parte di montagna sopra Pintura di Bolognola), lungo la valle dell'Ambro, tra la Pescolla e della Selva dell'Orso, toponimi non di facile identificazione per gli studiosi contemporanei.

## Morfologia

### Monte Amandola e Balzo Rosso

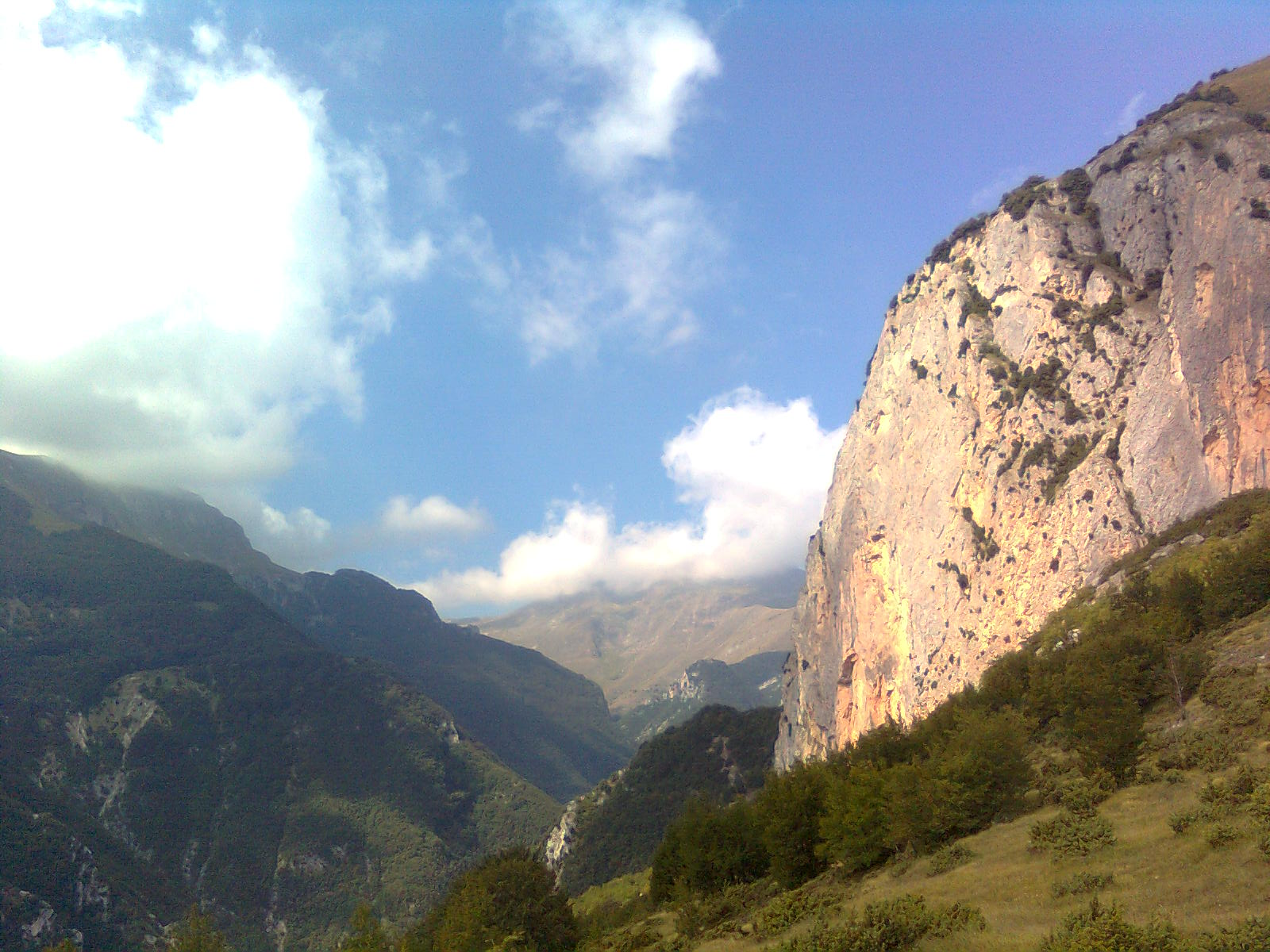
Lo scoglio di Balzo Rosso all'imboccatura della valle dell'Ambro

Il versante sud-orientale della montagna prende il nome di Monte Amandola e si presenta come un dolce declivio coperto di prati e boschi, delimitato a sud da un impervio muro di calcare dalla colorazione rosata chiamato Balzo Rosso, il quale sovrasta imponente il Santuario della Madonna dell'Ambro. Il vasto prato che da questo versante digrada dal Monte Amandola verso l'abitato di Valle (frazione di Montefortino) prende il nome di Campolungo.
La zona dei pascoli di quota tra il monte Amandola e la cima di Castel Manardo (tra i 1600-1700 m) prende il nome di Grascétte (Grascìto, in dialetto locale): toponimo ricorrente in molte zone del centro Italia, che indica la grassezza, intesa come ricchezza, della terra e del pascolo.

### Fosso dell'Acquasanta e Monte Berro
Poco più a nord, da un canale glaciale che taglia in due i pascoli erbosi, scende il fosso dell'Acquasanta, che divide i comuni di Sarnano e Amandola, circa in corrispondenza della frazione di Garulla.
Il poggio prativo che rimane dalla parte di Sarnano prende il nome di Monte Berro, riportato come Monte Viro in una carta ottocentesca del Regno di Napoli; il toponimo potrebbe far pensare ad un legame etimologico con la parola "verro". Il declivio digrada a nord verso la Pintura di Bolognola.
Alle sorgenti del fosso dell'Acquasanta, alimentate dai nevai in quota, è installata un'opera di presa che confluisce nell'acquedotto del Tennacola; come anche le acque del canale si gettano con cascatelle rocciose nel torrente Tennacola, tra i colli dei Margani e di Giampereto (frazioni di Sarnano).

### Linea di cresta
La falda orientale di Castel Manardo (verso M.Berro e M.Amandola) si presenta più come ampio prato di quota che come crinale; mentre ad ovest della vetta la cresta inizia a delinearsi, e prosegue sempre erbosa e lieve tra vari saliscendi (Colle Bassete, Forcella Bassete, Pescolletta) fino a Pizzo Tre Vescovi.
Tutto il crinale si presenta dolce tranne che in prossimità del Pizzo Acuto, un irto e affilato sperone che si innalza solitario come una cuspide sulla linea di cresta.

### Idrografia

#### Valle dei Tre Salti

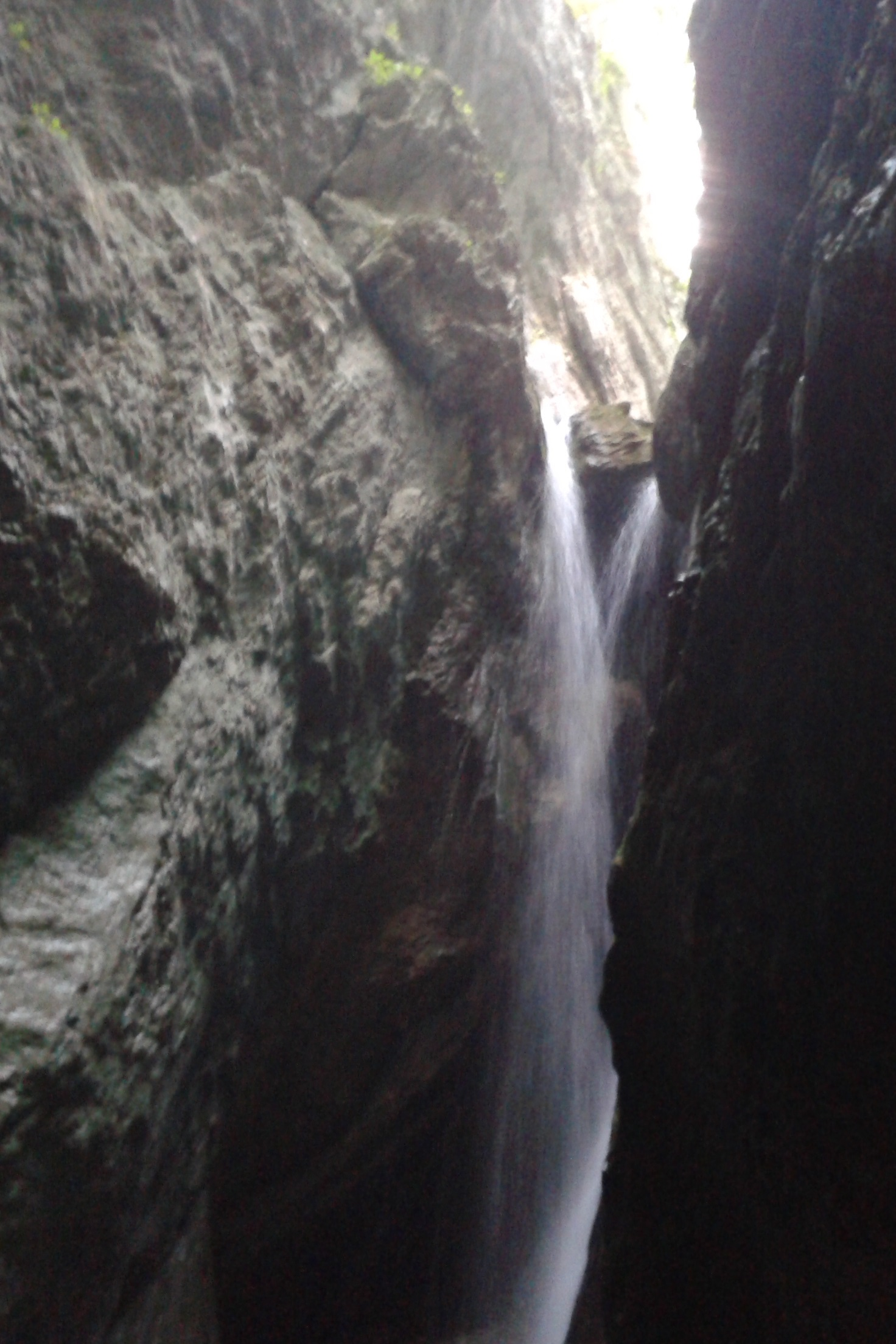
Piccola cascata all'interno della gola della Valle dei Tre Salti

Verso nord, i dolci prati del versante orientale terminano nelle asperità delle gole rocciose dell'alta valle del Tennacola, chiamata Valle dei Tre Salti (o anche dei Tre Santi). Le sorgenti del torrente si trovano incassate tra il Monte Berro e il declivio che dalla vetta di Castel Manardo scende in direzione nord verso il pianoro di Pintura di Bolognola. Il torrente poi si snoda verso le frazioni di Piobbico e Giampereto, fino a Sarnano. Lungo il corso d'acqua sono state predisposte diverse captazioni che alimentano l'acquedotto del consorzio idrico Tennacola.

#### Valle dell'Ambro
Il versante meridionale di Castel Manardo sovrasta la vallata del torrente Ambro, il quale scavando la roccia della montagna conferisce al versante sud, rispetto al resto della montagna, una conformazione più irta e impervia, a partire da Balzo Rosso, risalendo la valle fino all'Infernaccetto e le Roccacce. Da questo lato il versante risulta particolarmente scosceso e franoso, solcato da ripidi fossi tra cui il canale della Scolca e delle Roccacce.
A monte del corso del torrente, nei pressi delle sorgenti, si apre un'ampia vallata glaciale designata come Valle di Rinaldi, racchiusa nell'anfiteatro formato dai monti Priora, Pizzo Berro, Pizzo Tre Vescovi e Castel Manardo. Da sempre questa valle è utilizzata dagli allevatori montefortinesi come pascolo per il bestiame; ne danno testimonianza gli innumerevoli casali di cui è gremita tutta l'area, molti dei quali anche di recente ristrutturazione.

#### Alta valle del Fiastrone
La montagna divide la valle dell'Ambro (Montefortino) dal bacino idrografico del Fiastrone (Bolognola), il cui ramo più meridionale scorre lungo il versante nord di Castel Manardo, dalle sorgenti sotto la Forcella del Fargno fino agli abitati di Bolognola e Acquacanina, dove riceve le acque dei rami provenienti dal Monte Rotondo (Valle dell'Acquasanta e del Rio Sacro).

## Galleria d'immagini

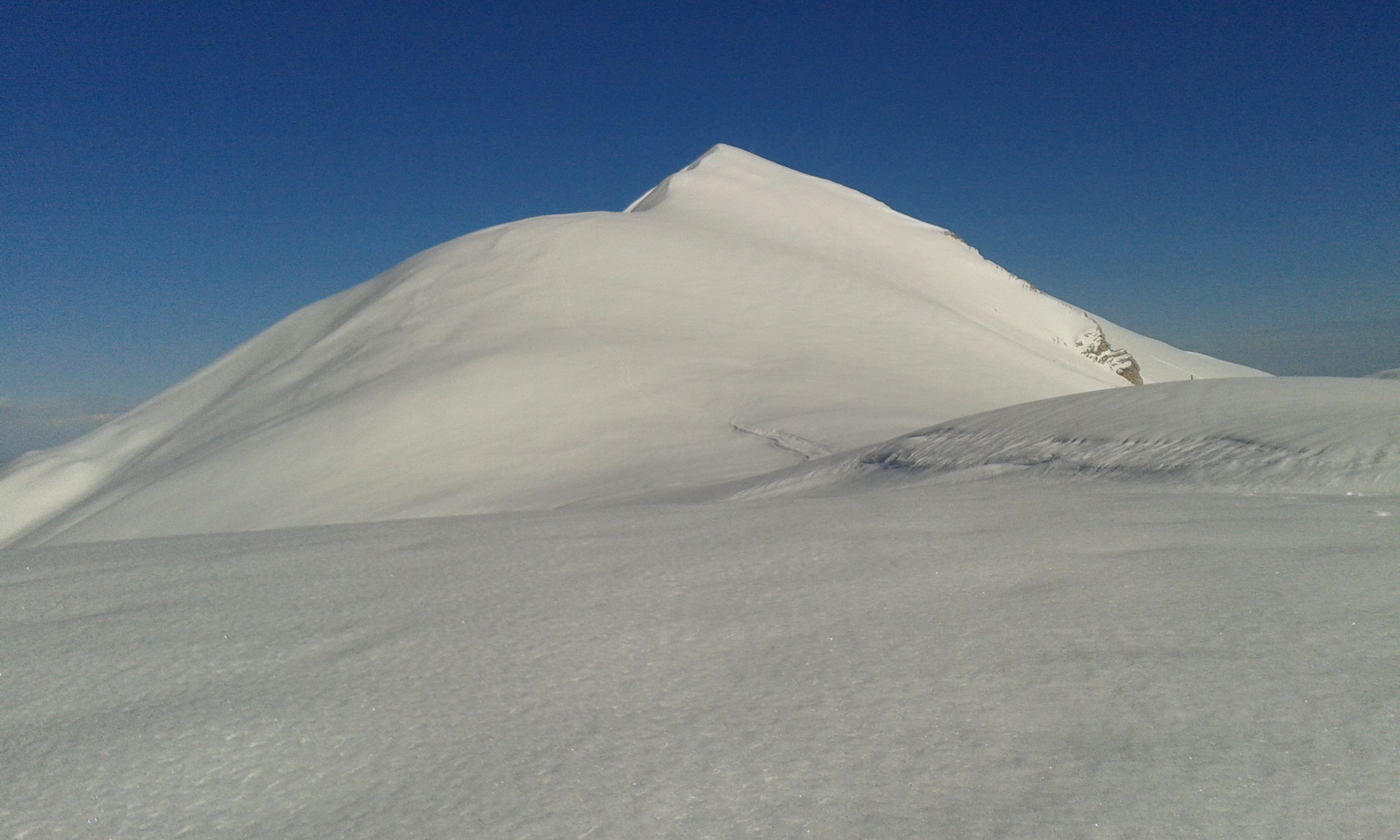
Vetta di Castel Manardo innevata, vista dal crinale ovest
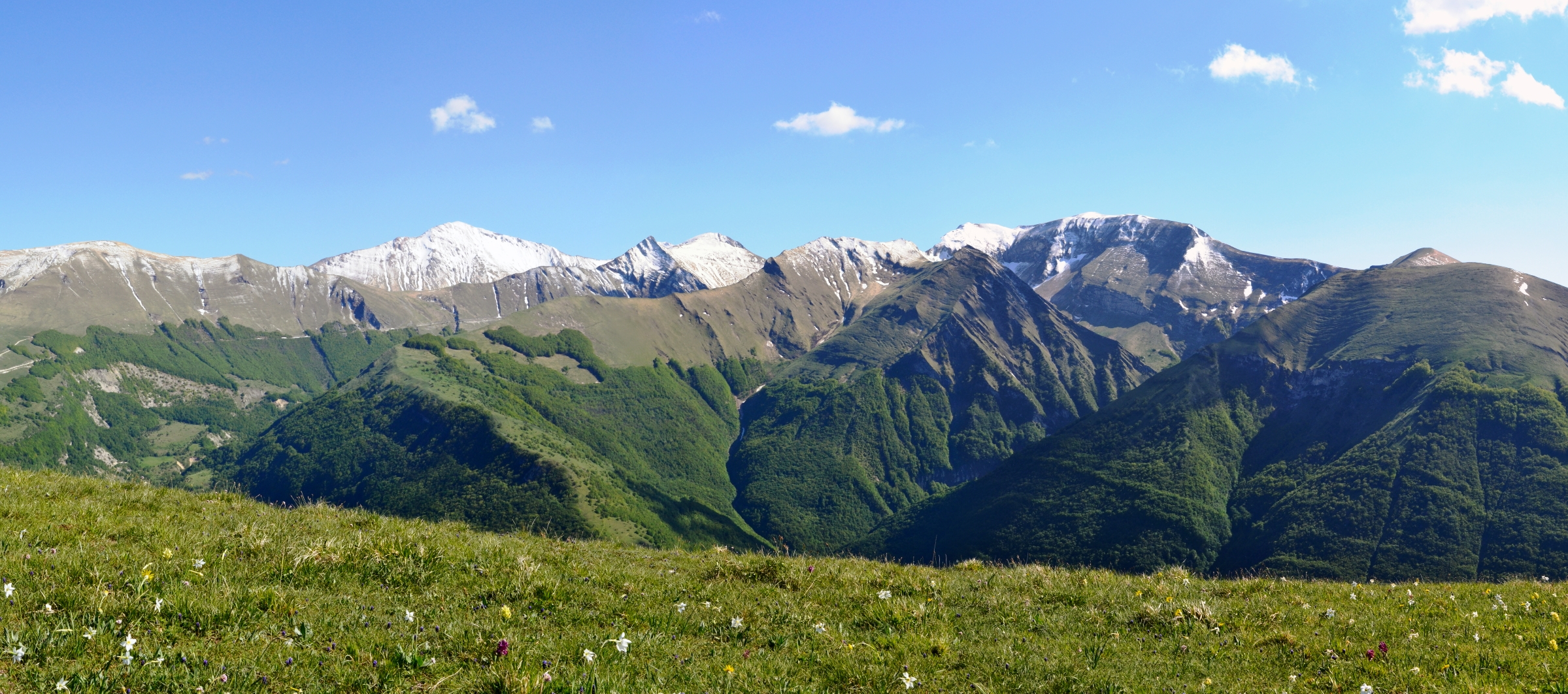
Alta valle del Fiastrone
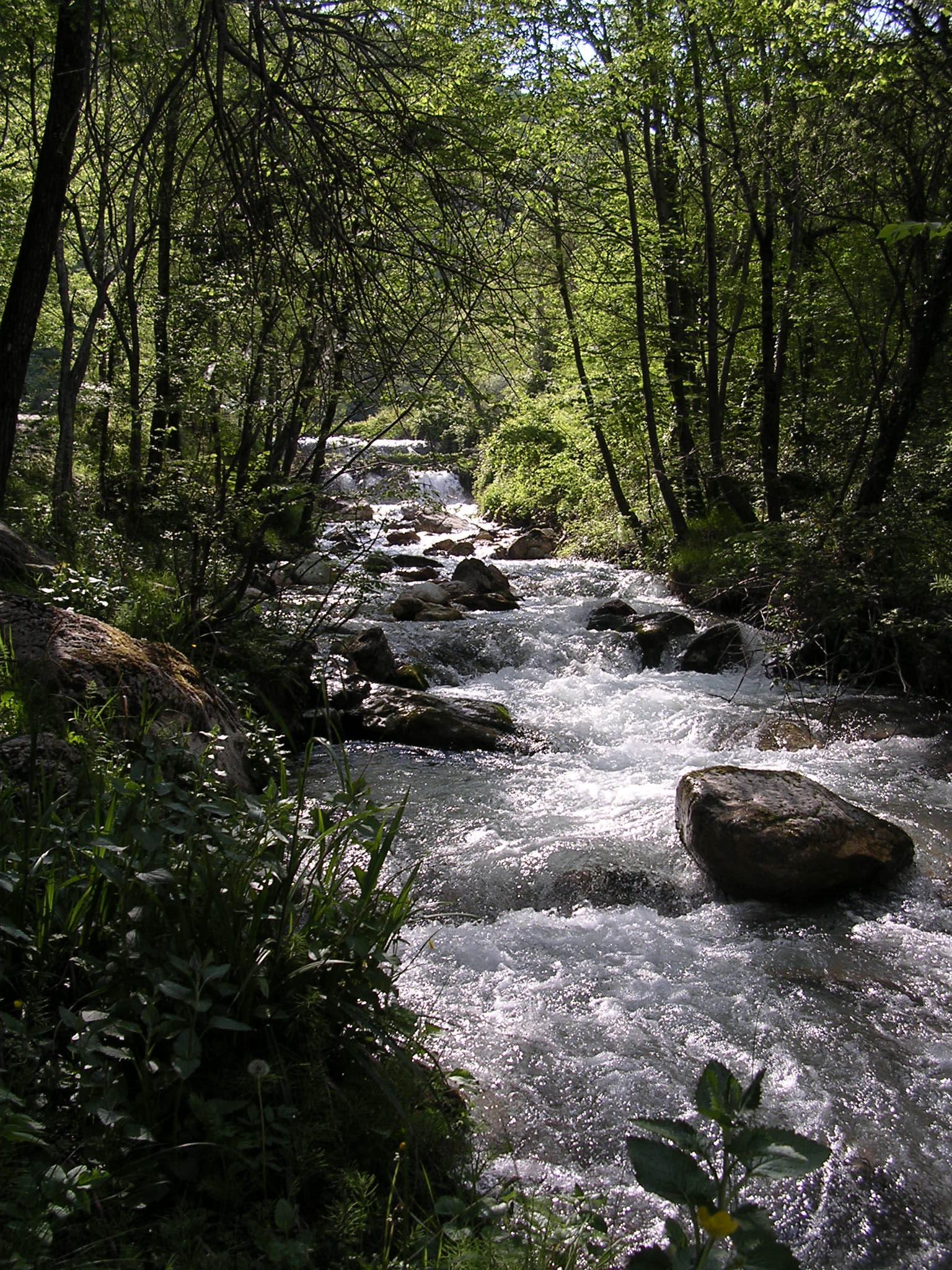
Torrente Ambro